# Sahaphap Wongratch
Sahaphap Wongratch (tiếng Thái: สหภาพ วงศ์ราษฎร์, phiên âm: Sa-ha-pháp Vong-rát, sinh ngày 22 tháng 07 năm 1998) còn có nghệ danh là Mix (มิกซ์) hay Mixxiw (มิกซ์ซิว), là một diễn viên người Thái Lan. Anh bắt đầu được biết đến qua vai chính thầy Tian trong phim A Tale of Thousand Stars năm 2021, một bộ phim truyền hình.

## Tiểu sử và học vấn
Sahaphap Wongratch sinh tại Lampang, Thái Lan. Anh tốt nghiệp trường trung học Bunyawat Witthayalai School. Mix theo học khoa Thú y tại trường Đại học Chulalongkorn. Anh chính thức tốt nghiệp vào tháng 10/2024. Anh bước vào làng giải trí Thái Lan khi được chọn là một phần của Chula Cute Boy  và tham gia vào cuộc diễu hành Trận đấu bóng đá truyền thống Chula – Thammasat.
Mix từng là thành viên của nhóm nhạc nam "Cute Chef Thailand" và là diễn viên thuộc Công ty sản xuất chương trình truyền hình GMMTV. 

## Chương trình tham gia

### Phim truyền hình
| Năm  | Tên Phim                 | Vai        | Ghi chú   | Nguồn |
| ---- | ------------------------ | ---------- | --------- | ----- |
| 2021 | A Tale of Thousand Stars | Tian       | Vai chính | [ 2 ] |
| 2021 | Fish Upon the Sky        | Mueang Nan | Vai phụ   | [ 3 ] |
| 2021 | 55:15 Never Too Late     | Mix        | Khách mời |       |
| 2022 | Cupid's Last Wish        | Win        | Vai chính | [ 4 ] |
| 2022 | Vice Versa               | Mix        | Khách mời |       |
| 2023 | Moonlight Chicken        | Wen        | Vai chính | [ 5 ] |
| 2023 | The Jungle               | Hunter     | Vai chính |       |
| 2023 | Our Skyy 2               | Tian       | Vai chính |       |

### TV Show
| Năm  | Tên show                                | Ghi chú                                                       | Chú thích |
| ---- | --------------------------------------- | ------------------------------------------------------------- | --------- |
| 2018 | School Rangers                          | Khách mời (Ep. 139-140, 157-158, 184-185, 201-203) Host chính |           |
| 2019 | Arm Share                               | Khách mời (Ep. 37, 54, 59, 64, 76, 78)                        |           |
| 2019 | Jen Jud God Jig                         | Khách mời (Ep. 16)                                            |           |
| 2020 | Talk with Toey                          | Khách mời (Ep. 56)                                            |           |
| 2020 | SosatSeoulsay                           | Khách mời (Ep. 47, 62, 64)                                    |           |
| 2020 | Off Gun Fun Night: Season 2 Special     | Khách mời (Ep. 3)                                             |           |
| 2020 | Fun Day                                 | Khách mời (Ep. 2)                                             |           |
| 2020 | Jen Jud God Jig UP LEVEL Special        | Khách mời (Ep. 1)                                             |           |
| 2020 | Game Nong Gong Phi                      | Khách mời (Ep. 3)                                             |           |
| 2020 | Finnn Land                              | Khách mời (Ep. 7, 10)                                         |           |
| 2021 | Play Lift                               | Khách mời (Ep. 2)                                             |           |
| 2021 | Krahai Lao                              | Khách mời (Ep. 9)                                             |           |
| 2021 | Live At Lunch Season 2                  | Khách mời (Ep. 1, 17)                                         |           |
| 2021 | Live At Lunch: Friend Lunch Friend Live | Khách mời (Ep. 1)                                             |           |
| 2021 | Krahai Lao Special                      | Khách mời                                                     |           |
| 2021 | E.M.S Earth-Mix Space                   | Host chính                                                    |           |
| 2021 | E.M.S Earth - Mix Space Extra           | Host chính                                                    |           |
| 2021 | Safe House                              | Thành viên                                                    |           |

### Music Video
| Năm  | Tên bài hát                                              | Ca sĩ                           | Vai trò   | Ghi chú                       | Nguồn  |
| ---- | -------------------------------------------------------- | ------------------------------- | --------- | ----------------------------- | ------ |
| 2018 | มะงึกๆอุ๋งๆ (Haguttokyuukyuu)                               | Cute Chef Thailand              | Ca sĩ     |                               | [ 6 ]  |
| 2021 | นิทานพันดาว (Ni Than Pan Dao) A Tale Of Thousand Stars     | Napat Injaiuea (Gun)            | Diễn viên | OST. A Tale Of Thousand Stars | [ 7 ]  |
| 2021 | สายตาโกหกไม่เป็น (Sai Ta Ko Hok Mai Pen) My Eyes Can't Lie | Pirapat Watthanasetsiri (Earth) | Diễn viên | OST. A Tale Of Thousand Stars | [ 8 ]  |
| 2021 | ครึ่งชีวิต (ทั้งจิตใจ)                                          | New Jiew                        | Diễn viên |                               | [ 9 ]  |
| 2021 | คนแบบไหน                                                 | Sahaphap Wongratch (Mix)        | Ca sĩ     | OST. Fish Upon The Sky        | [ 10 ] |
| 2021 | นิทานพันดาว                                                | Sahaphap Wongratch (Mix)        | Ca sĩ     | OST. A Tale Of Thousand Stars | [ 11 ] |

## Giải thưởng
| Năm  | Giải                                                          | Hạng mục                                                                               | Đề cử                    | Kết quả   | Tham khảo |
| ---- | ------------------------------------------------------------- | -------------------------------------------------------------------------------------- | ------------------------ | --------- | --------- |
| 2021 | Thailand Master Youth 2020-2021                               | Họa sĩ, ca sĩ, diễn viên                                                               | A Tale of Thousand Stars | Đoạt giải | [ 12 ]    |
| 2021 | Giải thưởng thanh thiếu niên và nhi đồng ưu tú toàn quốc 2021 | Truyền thông đại chúng dành cho thanh thiếu niên và nhi đồng phòng chống tệ nạn xã hội |                          | Đoạt giải | [ 13 ]    |
| 2021 | 7th Maya Awards                                               | Cặp đôi xuất sắc (cùng với Pirapat Watthanasetsiri)                                    | A Tale of Thousand Stars | Đề cử     |           |
| 2021 | 1st Siam Series Awards                                        | Cặp đôi xuất sắc (cùng với Pirapat Watthanasetsiri)                                    | A Tale of Thousand Stars | Đề cử     |           |
| 2021 | 1st Siam Series Awards                                        | Cảnh phim xuất sắc (cùng với Pirapat Watthanasetsiri)                                  | A Tale of Thousand Stars | Đề cử     |           |
| 2021 | 1st Siam Series Awards                                        | Diễn viên mới xuất sắc                                                                 | A Tale of Thousand Stars | Đề cử     |           |
| 2021 | Howe Awards 2020                                              | Cặp đôi xuất sắc (cùng với Pirapat Watthanasetsiri)                                    |                          | Đoạt giải |           |
| 2021 | 3rd Zoomdara Awards                                           | Diễn viên mới                                                                          | A Tale of Thousand Stars | Đề cử     |           |
| 2021 | 3rd Zoomdara Awards                                           | Cặp đôi xuất sắc (cùng với Pirapat Watthanasetsiri)                                    | A Tale of Thousand Stars | Đề cử     |           |
| 2021 | Kazz Awards                                                   | Num Wai Sai                                                                            |                          | Đề cử     |           |
| 2022 | Maya Entertain Awards 2022                                    | Ngôi sao nam mới                                                                       |                          | Đề cử     |           |
| 2022 | Maya Entertain Awards 2022                                    | Cặp đôi xuất sắc (cùng với Pirapat Watthanasetsiri)                                    | A Tale of Thousand Stars | Đề cử     |           |